# Campertogno
Campertogno (piemontesisch Campartögn) ist eine Gemeinde in der italienischen Provinz Vercelli (VC), Region Piemont.

## Lage und Einwohner

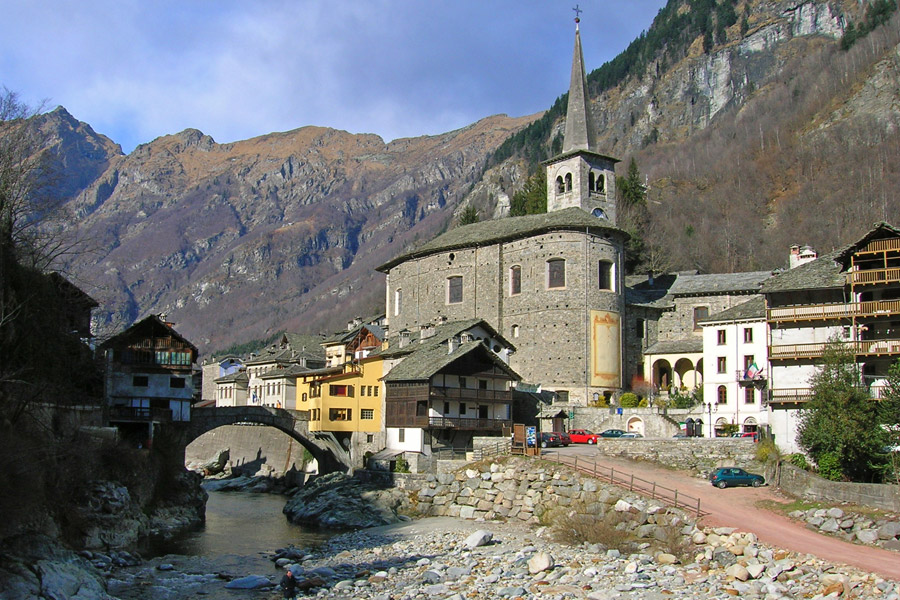
Die Kirche

Campertogno liegt 95 km nordwestlich von Vercelli im Valsesia und hat 226 Einwohner (Stand 31. Dezember 2023). Die Nachbargemeinden sind Boccioleto, Mollia, Piode, Rassa, Riva Valdobbia und Scopello.
Das Gemeindegebiet umfasst eine Fläche von 34 km².